# Verteidigungsbezirkskommando 20
Das Verteidigungsbezirkskommando 20 war ein Verteidigungsbezirkskommando der Bundeswehr mit Sitz des Stabs in Bremen. Hauptaufgabe des Kommandos war die Territoriale Verteidigung in seinem Verteidigungsbezirk.

## Geschichte

### Aufstellung
Das Verteidigungsbezirkskommando wurde zur Einnahme der Heeresstruktur II in den 1960er-Jahren als Teil des Territorialheeres ausgeplant und dem Befehlshaber im Wehrbereich II unterstellt. Seine Bezeichnung war in der Heeresstruktur II zunächst Standortkommando Bremen. Das Verteidigungsbezirkskommando 20 blieb auch nach seiner Umbenennung gleichzeitig Standortkommando für Bremen. Angelehnt an die zivile Verwaltungsgliederung entsprach der Verteidigungsbezirk in etwa dem Land Bremen (inklusive Bremerhaven). Neben dem Verteidigungsbezirkskommando 10 und dem Verteidigungsbezirkskommando 46 war das Verteidigungsbezirkskommando  20 in der Heeresstruktur II das einzige Verteidigungsbezirkskommando dessen Kommandobereich ein gesamtes Land umfasste. Der Standort des Stabs war die Stadt Bremen.

### Wechsel in die Streitkräftebasis
2001 wurde das Territorialheer aufgelöst. Die Wehrbereichskommandos und Verteidigungsbezirkskommandos wurden der neu aufgestellten Streitkräftebasis unterstellt. Die Wehrbereiche und Verteidigungsbezirke wurden grundlegend neu geordnet und ihre Anzahl reduziert. Das Verteidigungsbezirkskommando 20 wurde dem Wehrbereich I unterstellt. Sein Zuschnitt blieb aber anders als die meisten Verteidigungsbezirke im Wesentlichen unverändert erhalten. Neu aufgestellt wurde ein Kreisverbindungskommando in Bremerhaven.

### Auflösung
Das Verteidigungsbezirkskommando 20 wurde 2007 außer Dienst gestellt. Einige seiner Aufträge wurden dem neu aufgestellten Landeskommando Bremen und dem unterstellten Kreisverbindungskommando in Bremerhaven übertragen.

## Gliederung
Das Verteidigungsbezirkskommando umfasste wie die meisten Truppenteile des Territorialheeres nur wenige aktive Soldaten. Erst im Verteidigungsfall konnte das Verteidigungsbezirkskommando durch die Einberufung von Reservisten und die Mobilmachung eingelagerten und zivilen Materials auf eine Truppenstärke anwachsen, die um 1989 etwa einem (großen) Regiment oder einer (kleinen) Brigade des Feldheeres entsprach. Das unterstellte Heimatschutzregiment 72 „Hanseatisches Heimatschutzregiment“  sowie mehrere Heimatschutzkompanien bildeten um 1989 den Kern der infanteristisch geprägten Heimatschutztruppe in Bremen.

## Verbandsabzeichen

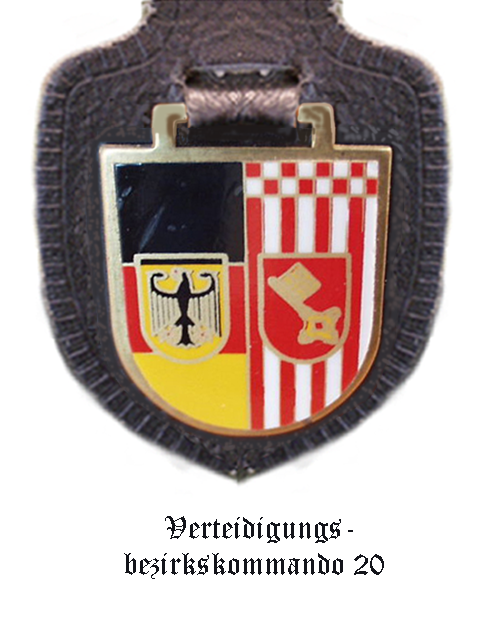
Internes Verbandsabzeichen des Stabes/Stabskompanie

Das Verteidigungsbezirkskommando führte aufgrund seiner Ausplanung als überwiegend nicht aktiver Truppenteil kein eigenes Verbandsabzeichen. Die wenigen aktiven Soldaten trugen daher das Verbandsabzeichen des übergeordneten Wehrbereichskommandos.
Als „Abzeichen“ wurde daher unpräzise manchmal das interne Verbandsabzeichen des Stabes und der Stabskompanie „pars pro toto“ für das gesamte Verteidigungsbezirkskommando genutzt. Es zeigte im Wesentlichen als Hinweis auf den Stationierungsraum links das Bremer Wappen mit dem Schlüssel Petri auf einem hanseatischen rot-weißen Schild wie in der Flagge Bremens. Rechts zeigte das interne Verbandsabzeichen das Bundeswappen Deutschlands mit dem Bundesadler auf einem schwarz-rot-goldenen Schild.